# Zackary Momoh
Zackary Momoh es un actor británico de origen nigeriano, reconocido principalmente por sus papeles en la serie de televisión de 2018 Seven Seconds y en la película de terror de 2019 Doctor Sueño. Debutó en el cine en la película biográfica Un reino unido, dirigida por Amma Asante en 2016.

## Filmografía

### Cine y televisión
| Año  | Título                                                      | Descripción         | Papel               | Notas       |
| ---- | ----------------------------------------------------------- | ------------------- | ------------------- | ----------- |
| 2010 | The Prize Fighter                                           | Cortometraje        | Thomas Molineaux    |             |
| 2011 | The Swordsman of Trelawny                                   | Cortometraje        | Leonard Parkinson   |             |
| 2011 | Holby City                                                  | Serie de televisión | Gabriel             | 1 episodio  |
| 2011 | Doctors                                                     | Serie de televisión | Kelvin Watts        | 1 episodio  |
| 2013 | Spongebob Squarepants 4D Attraction: The Great Jelly Rescue | Cortometraje        |                     |             |
| 2013 | National Theatre Live: Othello                              | Largometraje        |                     |             |
| 2014 | Doctors                                                     | Serie de televisión | Hasan Haruna        | 1 episodio  |
| 2014 | Clap!                                                       | Cortometraje        | Zack                |             |
| 2015 | Hot Pepper                                                  | Serie de televisión | Anton               | 1 episodio  |
| 2016 | Camping                                                     | Serie de televisión | Biggs               | 1 episodio  |
| 2016 | A United Kingdom                                            | Largometraje        | Oluwu               |             |
| 2017 | No Offence                                                  | Serie de televisión | Manni Attah         | 7 episodios |
| 2017 | American Assassin                                           | Largometraje        | Zach                |             |
| 2018 | Seven Seconds                                               | Serie de televisión | Seth Butler         |             |
| 2018 | Twelfth Night                                               | Largometraje        | Antonio             |             |
| 2019 | Death in Paradise                                           | Serie de televisión | Harrison Green      |             |
| 2019 | The Kill Team                                               | Largometraje        | Sargento Bruer      |             |
| 2019 | Doctor Sleep                                                | Largometraje        | David Stone         |             |
| 2019 | Harriet                                                     | Largometraje        | John Tubman         |             |
| 2020 | The Nevers                                                  | Serie de televisión | Dr. Horatio Cousens |             |